# Нокс, Дилли
Альфред Диллуин «Дилли» Нокс, CMG (англ. Alfred Dillwyn «Dilly» Knox, 23 июля 1884, Оксфорд — 27 февраля 1943, Хьюхенден) — британский учёный-антиковед и папиролог в Королевском колледже Кембриджа и криптоаналитик. В качестве члена подразделения по взлому кодов Комната 40 он помог расшифровать Телеграмму Циммермана, что привело США к вступлению в Первую мировую войну. Нокс присоединился к Центру правительственной связи (GC&CS) в конце войны.
Как главный  криптоаналитик Нокс сыграл важную роль в польско-французско-британских встречах накануне Второй мировой войны, которые помогли союзникам с дешифровкой «Энигмы».
В Блетчли-парк работал над криптоанализом шифров «Энигма» вплоть до своей смерти в 1943 году. Он собрал команду и открыл метод, с помощью которого взломал итальянский военно-морской шифр, получив разведданные, благодаря которым союзники победили в битве при мысе Матапан. В 1941 году Нокс взломал шифр Абвера Энигма. К концу войны Разведывательная служба Нокса распространила 140 800 расшифровок абвера включая разведданные, важные для дня «Д».

## Личная жизнь и семья
Дилвин Нокс, четвёртый из шести детей Эдмунда Нокса, наставника в Мертон-колледже, а затем епископа Манчестера; он был братом Эдмунда Нокса, Уилфреда Нокса и Рональда Нокса и дядей писательницы Пенелопы Фицджеральд. Его отец был потомком Джона Арбутнотта, 8-го виконта Арбутнотта.
Дилвин («Дилли») Нокс получил образование в Летней полевой школе в Оксфорде, а затем в Итонском колледже. Изучал антиковедение в Королевском колледже в Кембридже с 1903 года а в 1909 году был избран научным сотрудником после смерти Уолтера Хедлама, от которого он унаследовал обширные исследования работ Герода. Во время учёбы дружил с Литтоном Стрейчи и Джоном Мейнардом Кейнсом. Нокс и Кейнс состояли в отношениях в Итоне. Нокс в течение нескольких недель в 1910 году частным образом обучал Гарольда Макмиллана, будущего премьер-министра в Кингс, но Макмиллан счел его «суровым и неконструктивным».
В 1920 году женился на Олив Родман. У супругов было два сына, Оливер и Кристофер.
Он был атеистом.

## Академическая стипендия
Между двумя мировыми войнами Нокс работал над комментариями к Героду, начатыми Уолтером Хедлэмом, сумел расшифровать текст папирусов Герода (изучая фрагменты папирусов в Британском музее). В 1922 году наконец появилось издание Герода Нокса-Хедлэма.

## Взломщик кодов

### Первая мировая война
Вскоре после того, как в 1914 году началась Первая мировая война, Нокс был нанят для криптологической работы Королевского флота в комнате 40, Старого здания Адмиралтейства, где, по слухам, некоторые из его лучших работ, были выполнены в ванной (в комнате 53).
Среди прочих задач он занимался:
- Расшифровкой Телеграммы Циммермана, обнародование которой заставило США вступить в войну[1].
- Взломом большей части кода т. н. German admiral’s flag, используя при этом знания в области поэзии эпохи романтизма[2].

### Между Первой и Второй мировыми войнами

#### Правительственный код и Школа шифрования
Во время Первой мировой войны он был избран библиотекарем Королевского колледжа, но так и не принял это назначение. После войны Нокс намеревался возобновить свои исследования в Кингс-колледж, но жена убедила его остаться на секретной работе. Его дети, вплоть до смерти отца не знали, чем он зарабатывал себе на жизнь и каков был его вклад в победу в войне.

#### Коммерческая «Энигма»
Машина «Энигма» поступила в продажу в 1920-х годах. В Вене в 1925 году Нокс купил машину Enigma «C», оцененную Хью Фоссом в 1927 году от имени GC&CS. Фосс обнаружил «высокую степень защиты», но написал секретную статью, описывающую способ взлома машины, методом угадывания подсказок — коротких фрагментов простого текста. Когда десять лет спустя Нокс познакомился с этой статьёй, то разработал более эффективную алгебраическую систему (роддинг), основанную на принципах, описанных Фоссом.

#### Испанская Энигма
Военно-морской флот Германии принял на вооружение Энигму в 1926 году, добавив дополнительную плату («stecker») для повышения безопасности. Нацистская Германия поставляла машины без гидроцилиндров националистам Франко во время гражданской войны в Испании. 24 апреля 1937 года Нокс раскрыл загадку Франко, но республиканцы не узнали об этом прорыве. Вскоре после этого Нокс начал ловить сигналы между Испанией и Германией, зашифрованные с помощью машин Энигма.

## Накануне Второй мировой войны
GC&CS начала обсуждать Энигму с французским бюро Deuxième в 1938 году, получив от бюро детали Энигмы Вермахта, предоставленные шпионом под кодовым именем «Asché», и перехваты сигналов, некоторые из которых, были сделаны в Восточной Европе. Это побудило французов раскрыть свои связи с польскими криптографами. Нокс, Хью Фосс и Алистер Деннистон представляли GS&CS на первой польско-французско-британской встрече в Париже в январе 1939 года. Полякам было приказано не раскрывать до времени ничего важного, что разочаровало британских взломщиков кодов. Однако описание Ноксом его системы «рыбалки» произвело впечатление на польских взломщиков кодов, и они потребовали его присутствия на второй встрече.
Нокс схватывал все очень быстро, почти молниеносно. Было очевидно, что британцы действительно работали над "Энигмой"... Так что объяснений они не требовали. Это были специалисты другого рода, другого класса.
Мариан Реевский
Нокс принял участие во второй польско-французско-британской конференции, состоявшейся 25-26 июля 1939 года в Польском бюро шифров (в Пырах, к югу от Варшавы). Здесь поляки начали раскрывать своим французским и британским союзникам свои достижения в решении расшифровки Энигмы.
Хотя Мариан Реевский, польский криптограф и математик, разгадавший используемую нацистской Германией «Энигму» с подключаемыми панелями, подошёл к проблеме с помощью теории перестановок (в то время как Нокс применил лингвистику), на конференции быстро установились хорошие личные отношения. Хорошее впечатление, произведенное Реевским на Нокса, сыграло важную роль в увеличении набора математиков в Блетчли-Парк. Нокс был огорчен — но благодарен-узнав, насколько простым было решение входного кольца Энигмы (стандартный алфавитный порядок).[21]
Это было настолько очевидно, настолько нелепо, что никто, ни Дилли Нокс, ни Тони Кендрик, ни Алан Тьюринг, никогда не думали, что стоит попробовать.
Питер Твинн
После встречи он послал польским криптологам очень любезную записку на польском языке, на официальном бланке британского правительства, поблагодарив их за помощь и послав «искреннюю благодарность за ваше сотрудничество и терпение». К письму прилагался красивый шарф с изображением победителя дерби и набор бумажных «жезлов».[21]
Я не знаю, как должен был работать метод Нокса, скорее всего, он надеялся победить Энигму с помощью дубинок. К сожалению, мы его опередили.
Мариан Реевский
Эти «дубинки» были известны англичанам как жезлы и использовались для взлома испанской Энигмы. Позже метод Нокса был использован для раскрытия итальянской морской Энигмы.

### «Бомба» Тьюринга
Алан Тьюринг работал над Энигмой в течение нескольких месяцев, до начала Второй мировой войны в сентябре 1939 года, и иногда посещал лондонскую штаб-квартиру GC&C, чтобы обсудить эту проблему с Ноксом. В регистре 1939 года Тьюринг был записан в Naphill, где остановился с Ноксом и его женой. К ноябрю 1939 года Тьюринг завершил разработку бомбы (bombe) — радикального усовершенствования польской бомбы.

## Вторая Мировая Война

### Метод роддинга Нокса
Чтобы взломать машины Энигма без штекеров (те, у которых нет коммутационной панели), Нокс (опираясь на более раннее исследование Хью Фосса) разработал систему, известную как «роддинг», лингвистический, а не математический способ взлома кодов. Эта техника работала на Энигме, используемой итальянским флотом и немецким абвером. Нокс работал в «Коттедже» по соседству с особняком в Блетчли-парке в качестве главы исследовательского отдела, который внес значительный вклад в криптоанализ «Энигмы».
Команда Нокса в Коттедже использовала роддинг для расшифровки перехваченных итальянских военно-морских сигналов, описывающих плавание итальянского боевого флота, которое привело к битве у мыса Матапан в марте 1941 года. Адмирал Джон Годфри, директор военно-морской разведки, приписал разведке победу союзников при Матапане; адмирал сэр Эндрю Каннингем, командовавший победоносным флотом при Матапане, отправился в Блетчли, чтобы лично поздравить «Дилли и его девочек».

### Разведывательная служба Нокса
В октябре 1941 года Нокс разгадал Энигму абвера. Разведывательная служба Нокса (ISK) была создана для расшифровки сообщений Абвера. В начале 1942 года, когда Нокс серьёзно заболел, Питер Твинн взял на себя управление ISK и был назначен главой после смерти Нокса. К концу войны ISK расшифровал и распространил 140 800 сообщений.
Данные разведки, полученные из этих расшифровок Абвера, сыграли важную роль в обеспечении успеха совместных операций МИ5 и МИ6, а также в операции «Стойкость», кампании союзников по обману немцев насчет дня «Д».

### Смерть
Работа Нокса была прервана, когда он заболел лимфомой. Он не мог находиться в Блетчли-парк и продолжил свою криптографическую работу из своего дома в Хьюэндене, Бакингемшир, где он получил орден CMG. Он умер 27 февраля 1943 года. Биография Нокса, написанная Мавис Бэти, одной из «девушек Дилли», работавших с ним женщин-кодировщиков, была опубликована в сентябре 2009 года.

## Секретная поэзия
Они оплакивали твое падение и гибель, но твои уши были далеко-далеко от английских девушек, шуршащих бумагами в промозглый день Блетчли.
— Дилли Нокс, эпитафия на Матапан Муссолини
Нокс отпраздновал победу в битве у мыса Матапан стихами, которые оставались засекреченными до 1978 года.

## Образ в искусстве
В пьесе Хью Уайтмора «Взламывая код» (1986) Нокс вербует Алана Тьюринга для работы в Блетчли-парке. В телефильме 1996 года его роль исполнил Ричард Джонсон.